# Мурочинское сельское поселение
Се́льское поселе́ние «Мурочинское» (бур. Мөөрөөчын hомон) — муниципальное образование в Кяхтинском районе Бурятии Российской Федерации.
Административный центр — улус Мурочи.

## История
Статус и границы сельского поселения установлены Законом Республики Бурятия от 31 декабря 2004 года № 985-III «Об установлении границ, образовании и наделении статусом муниципальных образований в Республике Бурятия».

## Население
| 2002 | 2011 | 2012 | 2013 | 2014 | 2015 | 2016 |
| ---- | ---- | ---- | ---- | ---- | ---- | ---- |
| 652  | ↘500 | ↘472 | →472 | ↘467 | ↘453 | ↗461 |
| 2017 | 2018 | 2019 | 2020 | 2021 | 2023 | 2024 |
| ↘440 | ↘429 | ↘395 | ↘378 | ↘328 | ↘291 | ↘277 |

## Состав сельского поселения
| № | Населённый пункт | Тип населённого пункта       | Население |
| - | ---------------- | ---------------------------- | --------- |
| 1 | Мурочи           | улус, административный центр | ↘339      |
| 2 | Хилгантуй        | улус                         | ↘161      |